# Lot międzygwiezdny

Trajektorie sond Voyager i Pioneer na tle orbit planet Układu Słonecznego; zaznaczono położenie w roku 2007

Plakietka umieszczona na sondach Pioneer

Lot międzygwiezdny albo międzygwiazdowy – lot statku kosmicznego w przestrzeni międzygwiazdowej, zwłaszcza z Układu Słonecznego (z Ziemi) w okolice innych gwiazd niż Słońce.
Warunkiem koniecznym do zrealizowania lotu międzygwiezdnego z Ziemi jest nadanie pojazdowi kosmicznemu trzeciej prędkości kosmicznej (przy starcie z Ziemi jest to minimum 16,7 km/s) i skierowanie go na trajektorię ucieczkową z Układu Słonecznego.

## Prędkość w locie międzygwiezdnym
Ze względu na odległości do najbliższych gwiazd, rzędu kilku do kilkunastu lat świetlnych, do odbycia użytecznego lotu międzygwiezdnego wskazane jest użycie pojazdu kosmicznego zdolnego do osiągnięcia prędkości zbliżonych do prędkości światła w próżni. W historii dotychczasowej eksploracji przestrzeni kosmicznej największą prędkość w czasie swojej misji uzyskała Parker Solar Probe wystrzelona w 2018. W czasie przejścia przez dziesiąte peryhelium osiągnęła (mierzoną względem Słońca) prędkość 163 km/s (586 800 km/h), czyli 0,054% prędkości światła w próżni.
Proxima Centauri jest gwiazdą położoną najbliżej Układu Słonecznego. Odległość do niej wynosi 4,22 lat świetlnych, czyli około 40 bilionów kilometrów.
Czas lotu w okolice Proximy Centauri z wybranymi prędkościami byłby następujący:
| Prędkość (km/s) | Prędkość (km/h) | % prędkości światła w próżni | Czas lotu w jedną stronę (lat ziemskich) |
| --------------- | --------------- | ---------------------------- | ---------------------------------------- |
| 17              | 61 200          | 0,006                        | 74 tys.                                  |
| 70              | 252 000         | 0,023                        | 18 tys.                                  |
| 3 000           | 10,8 mln        | 1                            | 422                                      |
| 100 tys.        | 360 mln         | 33                           | 13                                       |
| 150 tys.        | 540 mln         | 50                           | 8                                        |
| 278 tys.        | 1 mld           | 92,6                         | 5                                        |

Dla rzeczywistej misji czas ten byłby dłuższy, ze względu na konieczność przyspieszania i zmniejszania prędkości przed celem lotu.

## Utrudnienia w locie międzygwiezdnym
Zagrożeniem dla statku kosmicznego poruszającego z prędkością zbliżoną do prędkości światła w próżni jest niebezpieczeństwo jego zniszczenia ze względu na występowanie niełatwych do wykrycia obłoków pyłu, plazmy albo ciemnej materii. Przemieszczanie się statku kosmicznego z olbrzymimi prędkościami wiąże się także z utrudnieniami w nawigacji i utrudnia zmiany trajektorii. Poważny problem stanowi zagadnienie komunikacji załogi statku kosmicznego z Ziemią. Praktyczna realizacja efektywnych lotów międzygwiezdnych, choćby bezzałogowych sond – nawet w momencie dysponowania odpowiednim napędem – będzie trafiać na duże trudności. W przypadku lotu międzygwiezdnego z udziałem człowieka dochodzi także ograniczona wytrzymałość organizmu ludzkiego w skrajnie trudnych warunkach. Szczególnie niekorzystne jest promieniowanie kosmiczne, długotrwała izolacja, zakłócenie rytmu dobowego.

## Pojazdy kosmiczne odbywające lot międzygwiezdny
W chwili obecnej pięć pojazdów kosmicznych jest na trajektorii ucieczkowej i bezpowrotnie opuści Układ Słoneczny.
| Nazwa pojazdu kosmicznego | Data startu z Ziemi | Przerwanie kontaktu z Ziemią | Prędkość                | Położenie na niebie                                                      | Przeloty w pobliżu gwiazd                                                                                 |
| ------------------------- | ------------------- | ---------------------------- | ----------------------- | ------------------------------------------------------------------------ | --- |
| Pioneer 10                | 3 marca 1972        | 23 stycznia 2003             | 12,1 km/s (2,55 au/rok) | Gwiazdozbiór Byka, niedaleko Elnath                                      | HIP 117795 za ok. 90 tysięcy lat, odległość 0,75 r.św.                                                    |
| Pioneer 11                | 6 kwietnia 1973     | 24 listopada 1995            | 11,4 km/s (2,42 au/rok) | Gwiazdozbiór Tarczy                                                      | TYC 992-192-1 za ok. 930 tysięcy lat, odległość 0,8 r.św. Lambda Aquilae za ok. 4 mln lat                 |
| Voyager 2                 | 20 sierpnia 1977    | sonda aktywna                | 15,5 km/s (3,27 au/rok) | Gwiazdozbiór Pawia, niedaleko Peacock                                    | Ross 248 za ok. 42 tys. lat, odległość 1,72 r. św. Syriusz za ok. 296 tys. lat, odl. 4,3 r.św.            |
| Voyager 1                 | 5 września 1977     | sonda aktywna                | 17,1 km/s (3,60 au/rok) | Gwiazdozbiór Wężownika, pomiędzy Rasalgethi, Rasalhague i Kappa Ophiuchi | Gliese 445 za ok. 40 tys. lat, odległość 1,6 r.św.; TYC 3135-52-1 za ok. 306 tys. lat, odległość ~1 r.św. |
| New Horizons              | 19 stycznia 2006    | sonda aktywna                | 16,6 km/s (3,50 au/rok) | Gwiazdozbiór Strzelca, blisko Pi Sagittarii                              | ? |